# Ljudmila Postnova
Ljudmila Postnova (russisk: Людмила Григорьевна Постнова tr. Ljudmila Grigorjevna Postnova , født 11. august 1984 i Jaroslavl, Rusland) er en tidligere russisk håndboldspiller. Hun spillede igennem sin karriere for i de russiske topklubber Lada Togliatti, Zvezda Zvenigorod og HK Astrakhanotjka. Hun repræsenterede også Ruslands kvindehåndboldlandshold. Postnova endegyldigt håndboldkarrieren i 2019, som 34-årig.
Hun har spillet på U-landsholdet, og vandt bl.a. U-VM 2003. Nu spiller hun på A-landsholdet, og har senest vundet guld ved VM 2005, sølv ved EM 2006 og guld ved VM 2007. Hun er blevet kåret til den bedste atlet i Togliatti i 2008.
Hun sprang EM i Makedonien over på grund skaden. Gjorde sin tilbagekommen på landsholdet til GF World Cup 2009 i Danmark, hvor Rusland blev slået ud lige inden semifinalerne.
Var med Rusland til VM 2009 i Kina, hvor det russiske hold vandt VM for tredje gang i træk.